# Imperial Futebol Clube
Imperial Futebol Clube, agora sediado no município de Petrópolis. Em sua campanha no Campeonato Carioca de Futebol de 2012 - Série B, atua no Estádio do Esporte Clube Cascatinha, o Ozório Júnior.

## História

### Estácio de Sá (2004-2011)

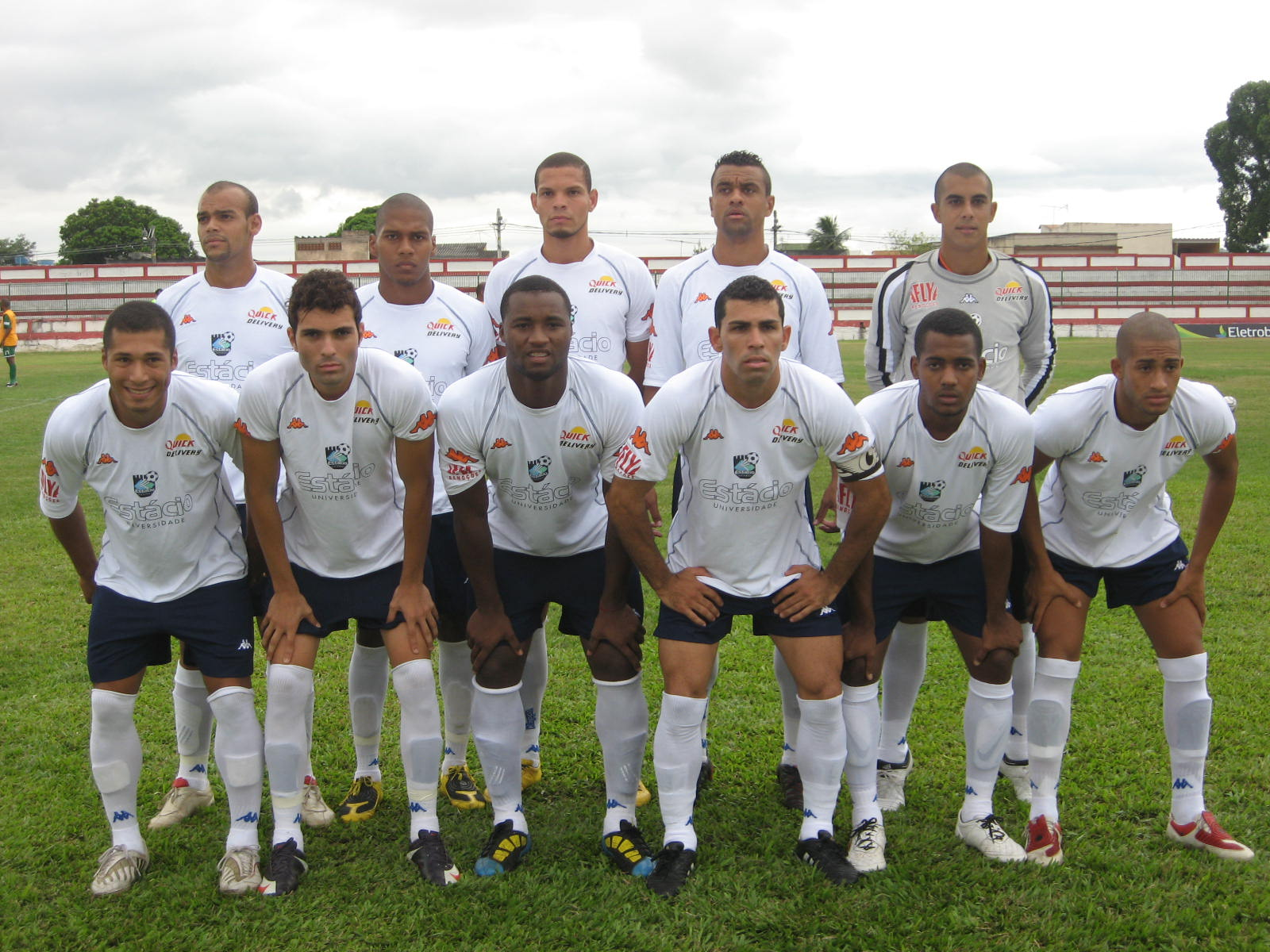
Formação profissional do antigo Estácio de Sá, em 2011

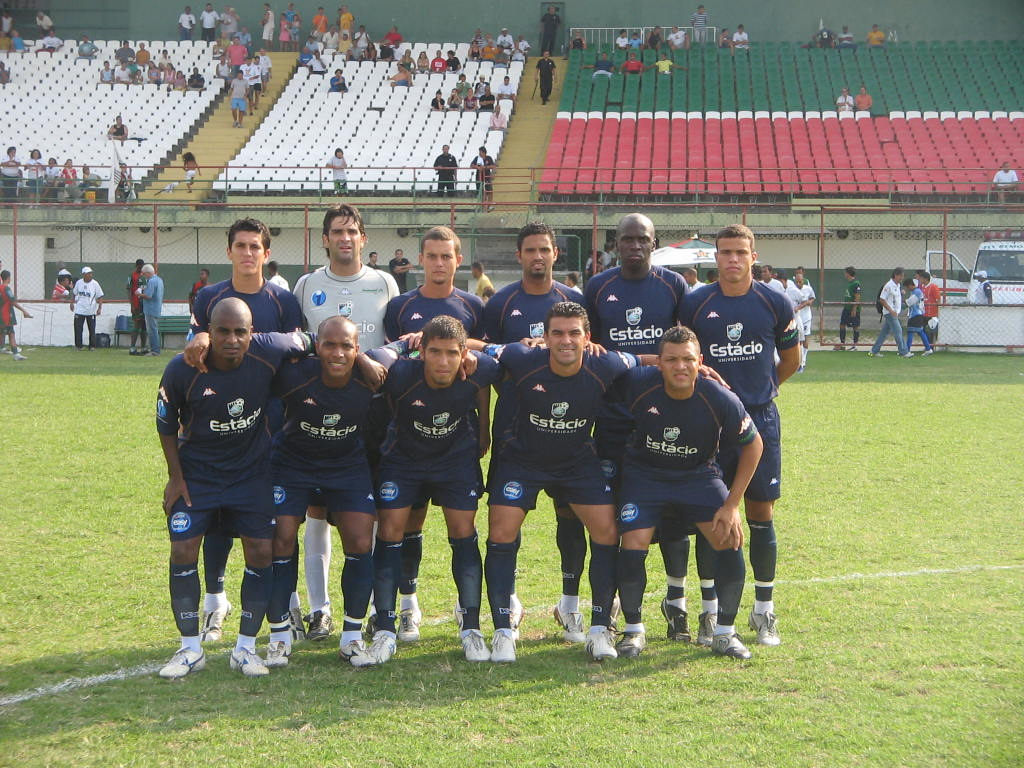
Segundo uniforme do Estácio de Sá, em 2007. Foto de Paulo Roberto Rodrigues

Como Estácio costumava treinar e mandar os seus jogos no estádio Eustáquio Marques, em Curicica. O seu material esportivo era fornecido pela Kappa.
Estreou no profissionalismo ao disputar, em 2004, a Terceira Divisão do Rio de Janeiro. Na primeira fase se classificou em segundo lugar, atrás somente do CFZ do Rio Sociedade Esportiva e à frente de União de Marechal Hermes Futebol Clube, Esporte Clube Lucas e Deportivo La Coruña Brasil Futebol Clube. Na segunda fase foi eliminado ao ficar em segundo na sua chave, atrás do classificado Barra da Tijuca Futebol Clube e à frente de Profute Futebol Clube e Futuro Bem Próximo Atlético Clube.
Em 2005, se classifica em terceiro no seu grupo na primeira fase atrás de Villa Rio Esporte Clube e Esporte Clube Tigres do Brasil, e à frente de Duquecaxiense Futebol Clube,  Campo Grande Atlético Clube, Teresópolis Futebol Clube e Nilópolis Futebol Clube. Nas quartas-de-final eliminou o Profute Futebol Clube em dois jogos, vencendo por 1 a 0 e 3 a 1. Na semi-final eliminou o Esporte Clube Miguel Couto também em dois jogos pelo placar 3 a 1 e 1 a 1.
Chegou finalmente à final contra o Rubro Social Esporte Clube que eliminara o Esporte Clube Tigres do Brasil. O Estácio venceu o primeiro jogo por 4 a 1 e o segundo por 1 a 1 e se sagrou campeão estadual da Terceira divisão na sua segunda participação desde a sua criação.

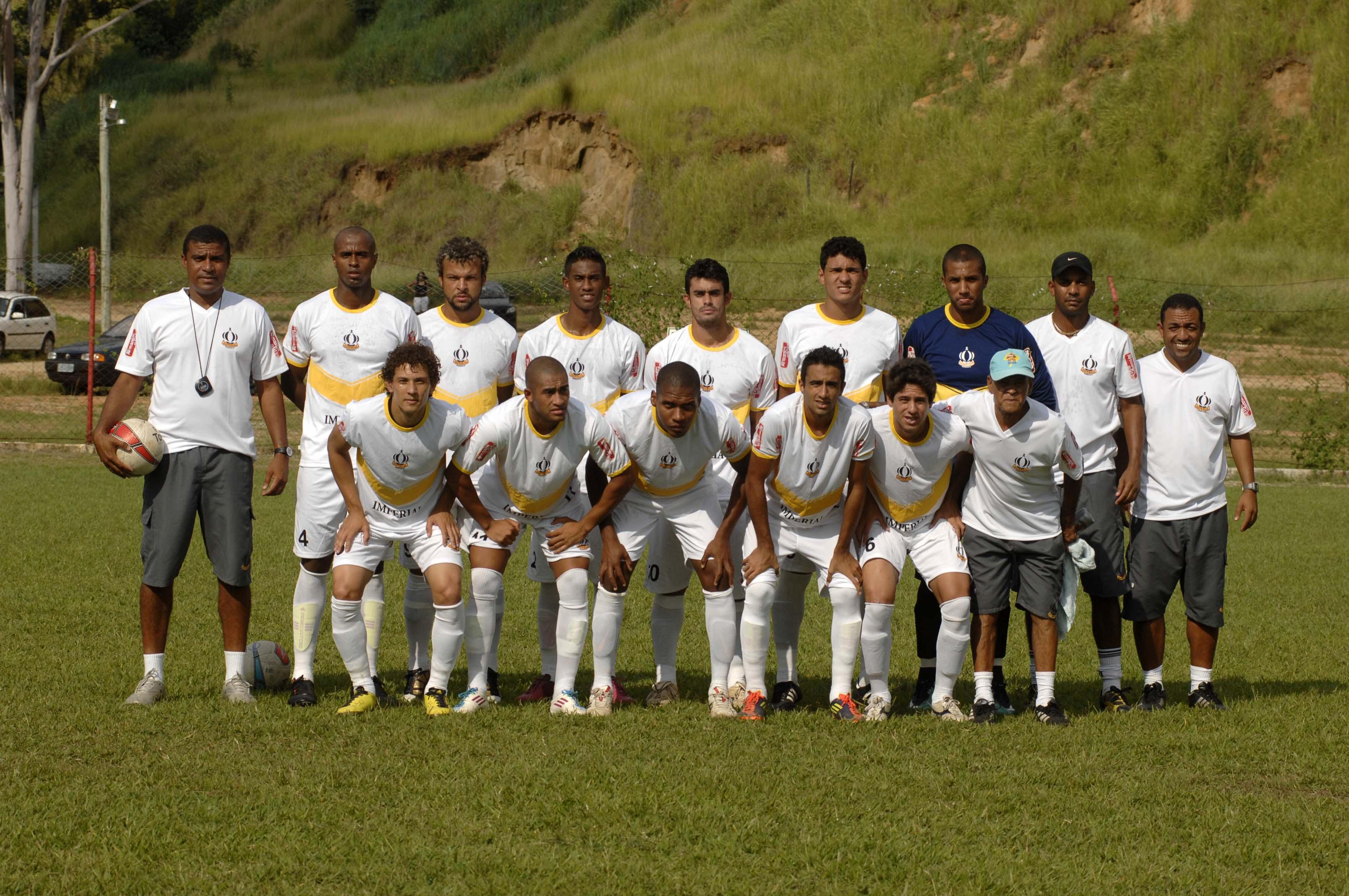
Equipe profissional do Imperial. Foto cedida por Gustavo Soares

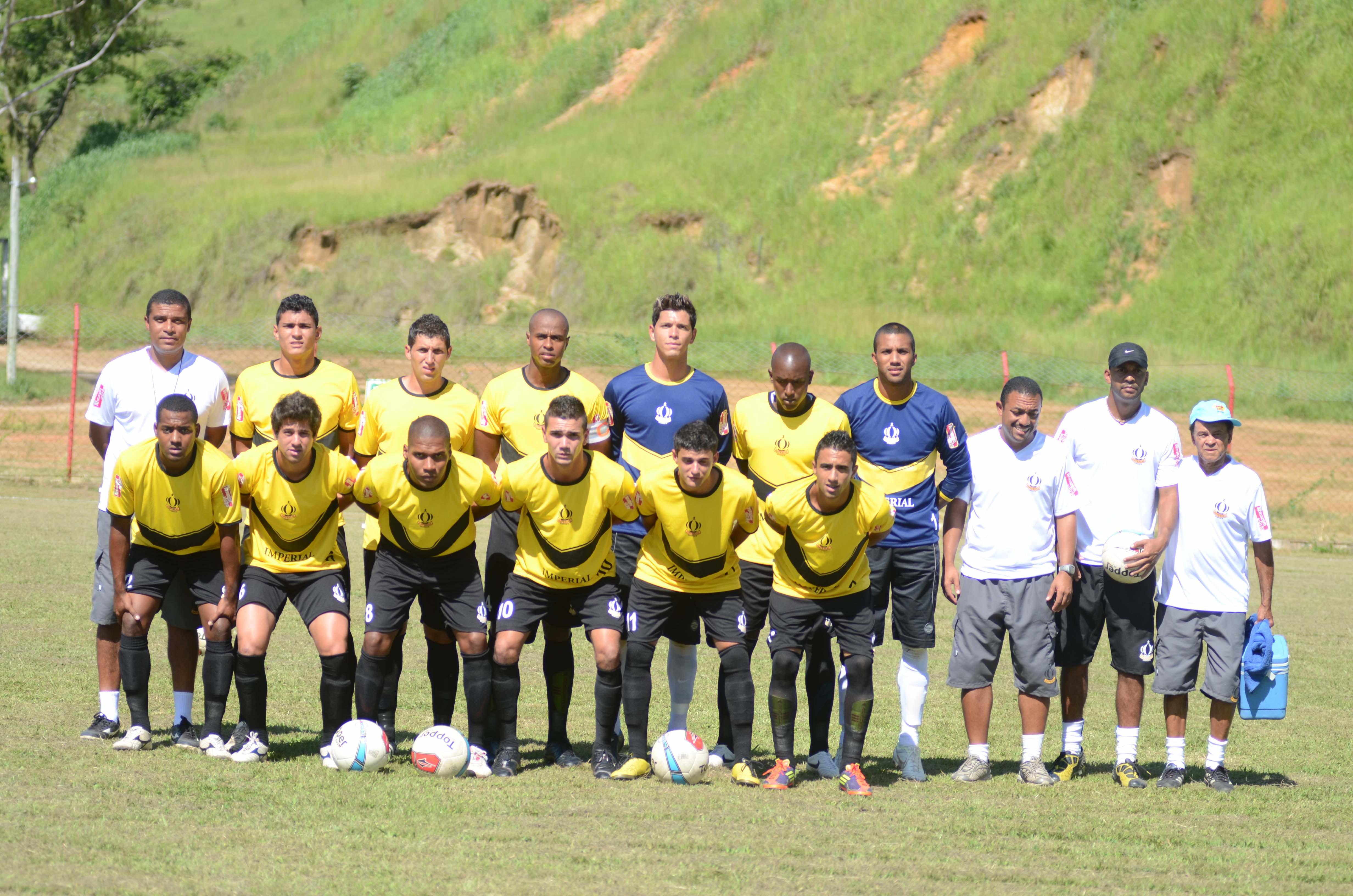
Uniforme segundo do Imperial. Foto cedida Por Gustavo Soares

Em 2006, já na Segunda Divisão, participa da primeira fase se classificando em segundo na sua chave, atrás somente do Esporte Clube Miguel Couto e à frente do outro classificado Guanabara Esporte Clube e dos eliminados Céres Futebol Clube, Angra dos Reis Esporte Clube, Clube Esportivo Rio Branco, Casimiro de Abreu Esporte Clube e Teresópolis Futebol Clube. Na segunda fase é eliminado ao ficar em segundo na sua chave, atrás do classificado Boavista Sport Club e à frente dos outros eliminados CFZ do Rio Sociedade Esportiva e Artsul Futebol Clube.
Em 2007, foi eliminado precocemente na primeira fase ao ficar em quinto, penúltimo, na classificação do seu grupo atrás dos classificados Guanabara Esporte Clube, São Cristóvão de Futebol e Regatas, Goytacaz Futebol Clube e Associação Atlética Portuguesa, e à frente do Profute Futebol Clube.
Em 2008, também é eliminado na primeira fase do campeonato ao ficar em quinto na sua chave, à frente somente do Esporte Clube Miguel Couto e Céres Futebol Clube, e atrás de Bangu Atlético Clube, Sendas Pão de Açúcar Esporte Clube, Angra dos Reis Esporte Clube, e Nova Iguaçu Futebol Clube, que se classificam para a fase seguinte.
Em 2009, se licencia dos campeonatos promovidos pela FFERJ.  Em 2010, prolonga a sua ausência do profissionalismo, mas volta a disputar o Torneio Otávio Pinto Guimarães de Juniores, promovido pela FFERJ. Obrigado a disputar a Série B, em 2011, a equipe faz boa campanha e se classifica para a segunda fase. No final de 2011 o clube foi vendido ao Movimento Esportivo de Petrópolis, o mesmo que assumira o Serrano Foot Ball Club no ano anterior, sem sucesso, e cria o Imperial Futebol Clube.

### Imperial (2011-Atual)
O clube foi refundado no final de 2011 após a mudança de administração. Com isso a equipe muda de nome de Estácio de Sá para Imperial Futebol Clube.
Em 2014 a equipe conquistou o Torneio Amistoso, torneio entre as equipes que não estavam inscritas na Série C daquele ano.

## Títulos
| Estaduais                       | Estaduais | Estaduais  | Estaduais |
| Competição                      | Títulos   | Temporadas |           |
| ------------------------------- | --------- | ---------- | --------- |
| Campeonato Carioca - 3ª divisão | 1         | 2005       |           |
| Torneio Amistoso                | 1         | 2014       |           |

### Categorias de Base
- Campeonato do Torneio Amistoso da FERJ Sub-20: 2014;

## Fonte
- VIANA, Eduardo. Implantação do futebol Profissional no Estado do Rio de Janeiro. Rio de Janeiro: Editora Cátedra, s/d.
- Preparação do time[ligação inativa]
- BID CBF